# Anglo-Welsh Cup 2017-18
La Anglo-Welsh Cup 2017-18 fue la cuadragésimo sexta edición del torneo de rugby para equipos de Inglaterra y la duodécima y última que incluye a los equipos galeses del Pro14.

## Sistema de disputa
Cada equipo disputa cuatro partidos frente frente a los rivales del grupo asignado, el mejor de cada grupo clasifica a semifinales en la búsqueda del título.
- Grupo 1 vs Grupo 4
- Grupo 2 vs Grupo 3

## Primera Fase
Calendario de partidos

### Grupo 1
| Pos. | Equipo        | Encuentros | Encuentros | Encuentros | Encuentros | Tantos | Tantos | Tantos | PB | Puntos |
| Pos. | Equipo        | PJ         | PG         | PE         | PP         | F      | C      | Dif    | PB | Puntos |
| ---- | ------------- | ---------- | ---------- | ---------- | ---------- | ------ | ------ | ------ | -- | ------ |
| 1.º  | Bath          | 4          | 4          | 0          | 0          | 112    | 80     | 32     | 1  | 17     |
| 2.º  | Gloucester    | 4          | 2          | 0          | 2          | 133    | 84     | 49     | 3  | 11     |
| 3.º  | Wasps         | 4          | 2          | 0          | 2          | 134    | 159    | -25    | 3  | 11     |
| 4.º  | Cardiff Blues | 4          | 0          | 0          | 4          | 49     | 149    | -100   | 0  | 0      |

|  | Semifinalista. |

### Grupo 2
| Pos. | Equipo        | Encuentros | Encuentros | Encuentros | Encuentros | Tantos | Tantos | Tantos | PB | Puntos |
| Pos. | Equipo        | PJ         | PG         | PE         | PP         | F      | C      | Dif    | PB | Puntos |
| ---- | ------------- | ---------- | ---------- | ---------- | ---------- | ------ | ------ | ------ | -- | ------ |
| 1.º  | Exeter Chiefs | 4          | 3          | 0          | 1          | 147    | 79     | 68     | 3  | 15     |
| 2.º  | Harlequins    | 4          | 3          | 0          | 1          | 120    | 109    | 11     | 3  | 15     |
| 3.º  | Sale Sharks   | 4          | 3          | 0          | 1          | 118    | 85     | 33     | 2  | 14     |
| 4.º  | Dragons       | 4          | 2          | 0          | 2          | 84     | 126    | -42    | 1  | 9      |

|  | Semifinalista. |

### Grupo 3
| Pos. | Equipo             | Encuentros | Encuentros | Encuentros | Encuentros | Tantos | Tantos | Tantos | PB | Puntos |
| Pos. | Equipo             | PJ         | PG         | PE         | PP         | F      | C      | Dif    | PB | Puntos |
| ---- | ------------------ | ---------- | ---------- | ---------- | ---------- | ------ | ------ | ------ | -- | ------ |
| 1.º  | Northampton Saints | 4          | 3          | 0          | 1          | 129    | 80     | 49     | 3  | 15     |
| 2.º  | Worcester Warriors | 4          | 1          | 0          | 3          | 116    | 123    | -7     | 4  | 8      |
| 3.º  | Saracens           | 4          | 1          | 0          | 3          | 111    | 123    | -12    | 4  | 8      |
| 4.º  | Scarlets           | 4          | 0          | 0          | 4          | 43     | 143    | -100   | 1  | 1      |

|  | Semifinalista. |

### Grupo 4
| Pos. | Equipo            | Encuentros | Encuentros | Encuentros | Encuentros | Tantos | Tantos | Tantos | PB | Puntos |
| Pos. | Equipo            | PJ         | PG         | PE         | PP         | F      | C      | Dif    | PB | Puntos |
| ---- | ----------------- | ---------- | ---------- | ---------- | ---------- | ------ | ------ | ------ | -- | ------ |
| 1.º  | Newcastle Falcons | 4          | 3          | 0          | 1          | 149    | 81     | 68     | 3  | 15     |
| 2.º  | London Irish      | 4          | 2          | 0          | 2          | 137    | 101    | 36     | 4  | 12     |
| 3.º  | Leicester Tigers  | 4          | 2          | 0          | 2          | 109    | 119    | -10    | 3  | 11     |
| 4.º  | Ospreys           | 4          | 1          | 0          | 3          | 77     | 127    | -50    | 0  | 4      |

|  | Semifinalista. |

### Semifinales
| 9 de marzo de 2018 | Bath Rugby | 13 - 12 | Northampton Saints | The Recreation Ground, Bath |  |

| 11 de marzo de 2018 | Exeter Chiefs | 20 - 17 | Newcastle Falcons | Sandy Park, Exeter |  |

### Final
| 30 de marzo de 2018 | Exeter Chiefs | 28 - 11 | Bath Rugby | Estadio Kingsholm, Gloucester |  |

| Bandera de Inglaterra |
| Campeón Exeter Chiefs |
| Segundo título        |